# Тюнер (музика)

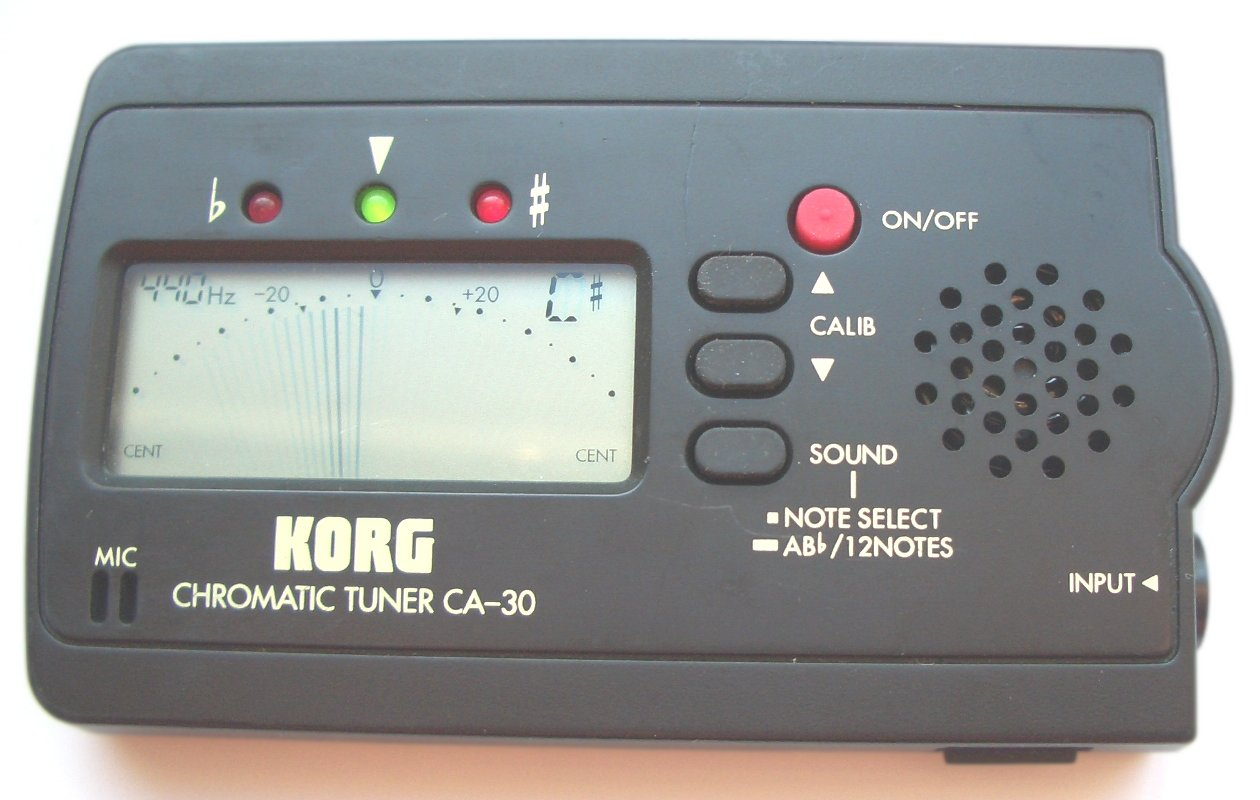

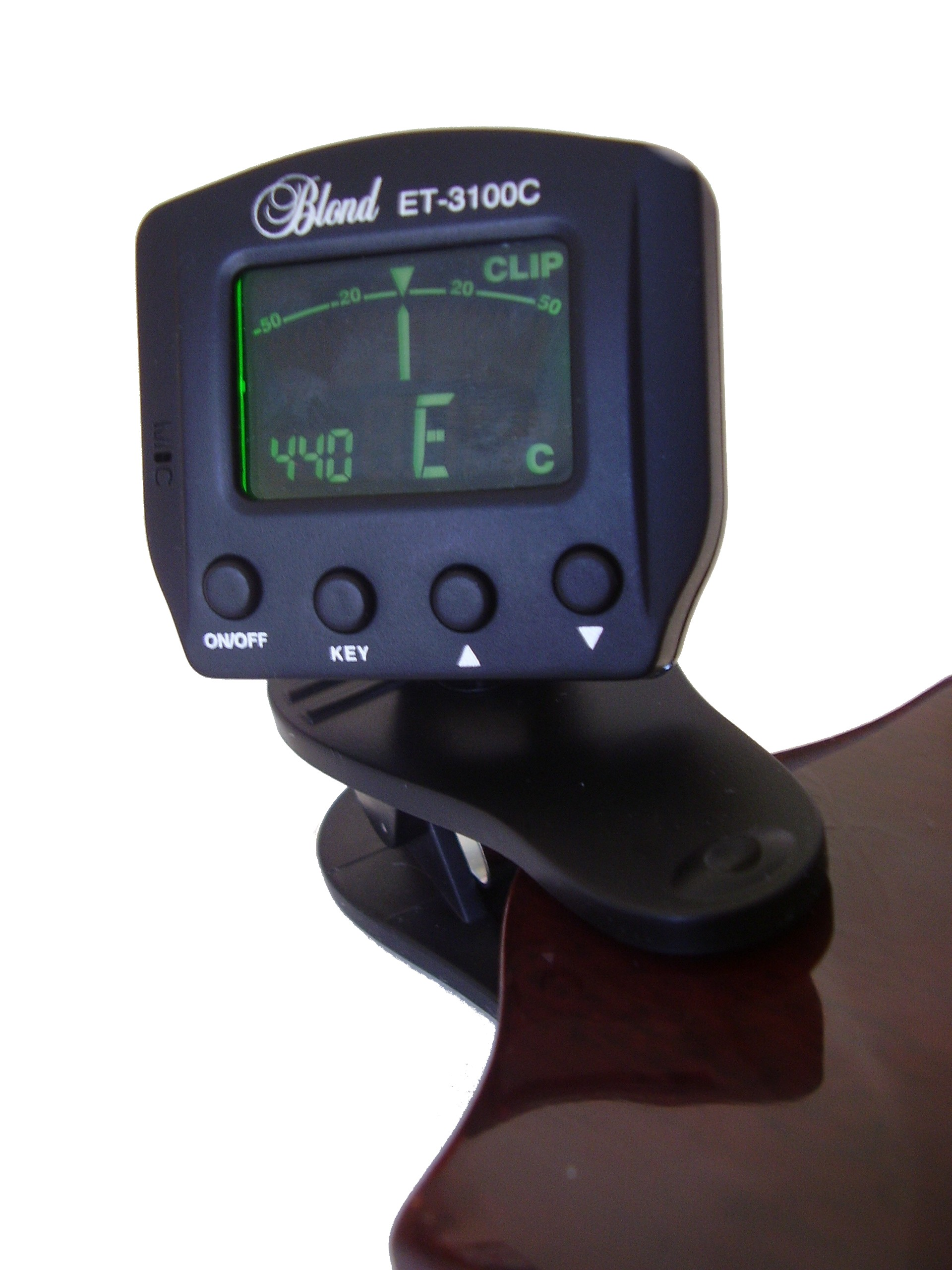
Тюнер з прищепкою

Тю́нер (англ. tuner — «настроювач») у музиці — окремий пристрій або комп'ютерна програма, що полегшує настройку музичних інструментів.
Для настроювання зазвичай використовують камертон. Він видає звук певних висот, а музикант на слух налаштовує інструмент так, щоб звук, який видає інструмент, звучав в унісон (тобто однаково за висотою) з камертоном.
На відміну від камертона, за допомогою тюнера багато інструментів можна настроїти навіть за відсутності хорошого музичного слуху. Найчастіше використовують гітарні тюнери. У цьому випадку гітарист підключає гітару до тюнера, а потім видобуває звук з певної струни. Датчики тюнера вловлюють звук і порівнюють з еталоном. Гітарист, спостерігаючи за шкалою або екраном тюнера, бачить, вище або нижче звук відносно еталона, і наскільки велике це відхилення. Тюнер також може показувати висоту звука, і відхилення в півтонах від еталонного. Фактично, тюнер перетворює настроювання гітари на механічний процес, який полягає в зміненні натягнення струни обертанням кілка доти, допоки стрілка тюнера не покаже, що звучання інструменту збігається з еталоном. Тюнер дозволяє швидко і точно настроїти інструмент навіть при сильному шумі (якщо шум не вловлюється датчиками тюнера).
Тюнери можуть бути як у вигляді  окремих пристроїв, так і в складі гітарних процесорів як одна з функцій. Тюнери можуть бути створені у вигляді комп'ютерних програм, котрі працюють за аналогічними принципами. В цьому випадку гітара підключається до звукової плати комп'ютера, найчастіше через мікрофонний вхід. Деякі програми, наприклад Guitar Pro, мають вмонтовані тюнери як одну з функціональних можливостей.